# Seven Doors Hotel
Seven Doors Hotel – pierwszy singel zespołu Europe, wydany w 1983 roku. Singel zajął miejsce w pierwszej 10. japońskiej listy przebojów.
W 1985 roku wydano nową wersję utworu, która znalazła się na stronie B singla "Rock the Night".

## Wykonawcy

### Wersja z 1983
- Joey Tempest − wokal, instrumenty klawiszowe
- John Norum − gitary
- John Levén − gitara basowa
- Tony Reno − perkusja

### Wersja z 1985
- Joey Tempest − wokal
- John Norum − gitary
- John Levén − gitara basowa
- Mic Michaeli − instrumenty klawiszowe
- Ian Haugland − perkusja